# Helsinki Hovedbanegård
 Der er for få eller ingen kildehenvisninger i denne artikel, hvilket er et problem. Du kan hjælpe ved at angive troværdige kilder til de påstande, som fremføres i artiklen.

Helsinki Hovedbanegård (svensk Helsingfors centralstation, finsk Helsingin päärautatieasema) er et pejlemærke og trafikknudepunkt i Helsinki. 
Dagligt rejser ca. 200.000 passagerer gennem stationen, med busser, sporvogn, metro, nærtog og fjerntog. Stationen er Finlands vigtigste fjerntogstation, med trafik til de fleste store byer i landet. Stationen havde tidligere også trafik til Sankt Petersborg og Moskva i Rusland. Togtrafikken til Skt. Petersborg ophørte den 28. marts 2022. Trafikken til Moskva var på daværende tidspunkt allerede ophørt.

## Historie
Helsinki første hovedbanegård blev bygget i 1860, da Finlands første jernbanelinje åbnede mellem Helsinki og Tavastehus. Arkitekten var Carl Albert Edelfelt.
Stationen blev hurtigt for lille, og i 1904 blev der annonceret en arkitektkonkurrence. Der kom 21 forslag ind, og Eliel Saarinen vandt med et forslag som blev kritiseret for sit nationalromantiske udtryk. En ny konkurrence blev annonceret, og afgjort i 1909. Den nye stationsbygning, som fremstår som en blanding af nationalromantik og art noveau og funktionalisme, åbnede 5. marts 1919. Bygningen er udført i finsk granit, og dens mest karakteristiske træk er klokketårnet, og fire statuer foran hovedindgangen, som bærer lamper.
Stationen er blevet udvidet og fornyet i flere omgange. I 1960'erne blev den underjordiske stationstunnel åbnet. De første overvågningskameraer blev monteret i 1968. I 1982 åbnede undergrundstationen under jernbanestationen, og i 2000 fik perronerne en glasoverbygning. Et sådan glastag var beskrevet allerede i Saarinens første planer. I 2003 åbnede et shoppingområde i vestfløjen, og samme år åbnede et hotel ved siden af vestfløjen, over platform 12-19. 
Præsident Kyösti Kallio døde af akut myokardieinfarkt på Helsinki Hovedbanegård 19. december 1940 på vej til sit hjem i Nivala. 

Stationen er angiveligt verdens eneste jernbanestation med en ventesal til præsidenten. Ventesalen på 50 m² bruges kun af præsidenten og præsidentens gæster. Salen og dens møbler er konstrueret af Eliel Saarinen og har to indgange: en mod den offentlige ventesal og en mod Jernbanetorvet. 
- Cafeområde på Helsinki Hovedbanegård
- Hovedbanegården set udefra
- Præsidentindgangen på hovedbanegården
- Helsinkis gamle hovedbanegård, bygget i 1861
- Tog på hovedbanegården. Lokalbanen Linje R i retning af Riihimäki